# The Skatalites
The Skatalites — ямайская ска-группа.

## История
Группа была основана в 1963 году на Ямайке, хотя музыканты уже играли друг с другом с середины 1950-х годов в качестве сессионных музыкантов. По словам Ллойда Бреветта, их приятель Лорд Танамо предложил название Satellites, а Томми Маккук сделал шутливую игру слов с названием стиля музыки — Skatalites, и это название было принято. Первое выступление состоялось в мае 1964 года на сцене кингстонского клуба Hi-Hat.
В январе 1965 года Дон Драммонд был арестован по обвинению в убийстве своей подруги. Позже, в том же году, Skatalites распались на две группы: Soul Vendors (лидер Альфонсо) и Supersonics (лидер Маккук).

## Состав группы

### Первый состав
- Томми Маккук
- Ллойд Бреветт
- Дон Драммонд
- Роланд Альфонсо[англ.]
- Ллойд Нибб[англ.]
- Лестер Стерлинг[англ.]
- Джа Джерри Хейнс[англ.]
- Джеки Митту[англ.]
- Джонни Мур[англ.]
- Джеки Опел[англ.]
- Дорин Шаффер[англ.]

### Состав 2003 года
- Ллойд Бреветт
- Ллойд Ниб
- Дорин Шаффер
- Лестер Стерлинг
- Седрик Брукс[англ.]
- Вин Гордон[англ.]
- Девон Джеймс (англ. Devon James)
- Кен Стюарт (англ. Ken Stewart)
- Кевин Бачелор (англ. Kevin Batchelor)

## Дискография

### Альбомы
- Ska Authentic (Studio One, 1967)
- Ska Authentic, Vol. 2 (Studio One, 1967)
- African Roots (United Artists, 1978)
- Scattered Lights (Alligator, 1984)
- Return of the Big Guns (Island, 1984)
- With Sly & Robbie & Taxi Gang (Vista, 1984)
- Stretching Out live (ROIR, 1987)
- Hog in a Cocoa (Culture Press, 1993)
- I’m in the Mood for Ska (Trojan, 1993)
- Ska Voovee (Shanachie, 1993)
- Hi-Bop Ska (Shanachie, 1994)
- In the Mood for Ska (Trojan, 1995)
- Greetings from Skamania (Shanachie, 1996)
- The Skatalite! (Jet Set, 1997)
- Foundation Ska (Heartbeat / Pgd, 1997)
- Ball of Fire (album) (Island, 1998)
- Bashaka (album) Marston Recording Corporatoion (2000) (Producer Stamma Haughton)
- Nucleus of Ska (Music Club, 2001)
- Herb Dub, Collie Dub (Motion, 2001)
- Ska Splash (Moonska, 2002)
- Lucky Seven (album) (2002)
- From Paris With Love (World Village, 2002)
- Celebration (album) (Studio One, 2002)
- Ska-ta-shot (2002)
- In Orbit vol. 1 — Live from Argentina (2005)
- On the Right Track (AIM, 2007)
- Walk With Me (2012)